# Удивительный цифровой цирк
«Удиви́тельный цифрово́й цирк», также просто «Цифровой цирк» или УЦЦ (англ. The Amazing Digital Circus, Digital Circus, TADC) — американо-австралийский комедийный компьютерный анимационный веб-сериал для подростковой и взрослой аудитории, созданный художницей-аниматором Купер Смит Гудвин (более известной под псевдонимом Gooseworx) и спродюсированный компанией Glitch Productions. Премьера сериала состоялась на YouTube 13 октября 2023 года. Пилотный эпизод шоу набрал более 375 миллионов просмотров. Сериал получил одобрительные отзывы критиков и приобрёл множество фанатов среди зрителей.

## Сюжет
Согласно создательнице шоу Gooseworx, сюжет был вдохновлён рассказом американского писателя-фантаста Харлана Эллисона «У меня нет рта, но я должен кричать». «Цифровой цирк» — это история о причудливом ИИ, безжалостно пытающем шесть человеческих душ ради собственного развлечения. Это продолжается годы.
И вот однажды некая девушка через VR-гарнитуру попадает в цифровой цирк, где встречает пятерых других персонажей (Рагата, Гэнгл, Королёр, Зубл и Джекс), которые так же, как она, не помнят своих имён и прошлого. Управляющий цифровым цирком Кейн присваивает девушке новое имя — Помни. Чтобы все шестеро персонажей не сошли с ума, Кейн устраивает им приключения. После этого вся шестёрка героев борется за сохранение рассудка в неестественном и клаустрофобном цифровом мире, а Помни ищет выход.
Компания Glitch Productions, выпускающая сериал, описывает синопсис шоу как «„История игрушек“, где все персонажи — ненормальные».

## Персонажи
Прим: Возраст главных персонажей, бывших людьми до попадания в ловушку мира УЦЦ, был указан автором.

### Главные
- По́мни (англ. Pomni) — главная героиня шоу[9], сбитый с толку новый игрок в цифровом цирке, где она застряла в теле шута. Ранее работала бухгалтером в одной из сети супермаркетов и ютубером. Возраст 25 лет. Роль озвучивает Лиззи Фриман.
- Рага́та (англ. Ragatha) — игрок-тряпичная кукла, которая пытается сохранять оптимистическое отношение к ситуации, чтобы сохранить психическое здоровье. Родилась в обеспеченной семье и имела проблемы во взаимоотношениях с матерью, позже работала в агентстве недвижимости. Подруга По́мни. Возраст 30 лет. Роль озвучивает Аманда Хаффорд.
- Джекс (англ. Jax) — игрок, фиолетовый кролик, циничный обманщик, который издевается над другими персонажами. Лидер игроков. Про прошлое умалчивает. Возраст 22 года, но он младше Зубл на полгода[10]. Роль озвучивает Майкл Ковач.
- Гэнгл (англ. Gangle) — игрок, застенчивая гуманоидная лента, которая носит маски комедии и трагедии, которые демонстрируют её текущее настроение. Ранее работала в закусочной и училась в колледже на графического дизайнера, однако потом бросила его. Возраст 26 лет. Роль озвучивает Марисса Ленти.
- Королёр (англ. Kinger) — игрок, шахматная фигура Короля, который дольше других находится в ловушке цифрового цирка, в результате чего он близок к безумию. Про прошлое ничего не помнит. Возраст 48 лет. Роль озвучивает Шон Чиплок.
- Зубл (англ. Zooble) — игрок, раздражительная игрушка отдалённо-гуманоидной формы, которая может разбираться на части. Не знает свою гендерную идентичность и поэтому может использовать любые местоимения. В прошлом — бармен и татуировщица. Возраст 22 года, но старше Джекса на полгода[10]. Роль озвучивает Эшли Николс.
- Кейн (англ. Caine) — искусственный интеллект, администратор сервера и ведущий (англ. ringmaster) цифрового цирка, который ухаживает за его обитателями. Имеет внешний вид игрушки «Челюсти с глазами». Роль озвучивает Алекс Рошон.

### Второстепенные
- Ка́уфмо (англ. Kaufmo) — жёлтый клоун, сошедший с ума и превратившийся в монстра. В конце пилотной серии был помещён в подвал.
- Пузырёк (англ. Bubble) — шар-зубастик, ИИ-ассистент Кейна. Роль озвучивает сама Gooseworx.
- Со́лнце и Луна́ (англ. Sun & Moon) — фоновые персонажи, висящие в небе мира Удивительного цифрового цирка, разделяя его дневную и ночную половины. Роль Луны также озвучивает сама Gooseworx, роль Солнца озвучивает Пэйтон Гудвин.
- Королева Гло́инков (англ. Gloink Queen) — правительница мелких вредителей мира Удивительного цифрового цирка, именуемых как «Глоинки» (англ. Gloinks). Роль озвучивает Элси Лавлок[11].
- Гаммигу (англ. Gummigoo) — мармеладный крокодил, бандит, в результате глюка попал в локацию за пределами карты, где осознал свою нереальность. Подружился с Помни и та предложила ему пойти с ней в Цирк, однако по прибытии Кейн стёр его. Роль озвучивает Джек Хокинс.
- Принцесса Лулилалу (англ. Princess Loolilalu) — принцесса Королевства Конфетного Каньона, предпочитает, чтобы её звали Лу. Роль озвучивает Вера Тан.
- Помадковый монстр («Помадка») (англ. Fudge Monster) — монстр, похожий на каплю, сделанный из неньютоновской жидкой шоколадной помадки. Роль озвучивает Лайл Рэт.
- Манекены (англ. Mannequins) — деревянные шарнирные манекены, NPC, которых Кейн использует для заполнения пространства вне острова. Во втором эпизоде манекена также озвучивает Лайл Рэт.

## Мир
Цифровой цирк располагается в цифровом пространстве, управляемый искусственным интеллектом по имени Кейн. По его словам, «Цифровой цирк — это невероятный мир чудес, где всё может случиться, кроме мата».
В пилотном эпизоде Кейн проводит для Помни краткую экскурсию по миру, большинство локаций которого находится на небольшом острове, называемом «Земли». На острове есть цифровой парк развлечений, цифровой аквапарк и шатёр, в котором происходит большая часть действий первого эпизода. На заднем плане также видны заснеженные горы и деревья. За пределами острова находится пустота. Кроме того, на острове есть подвал — пространство, в которое Кейн отправляет персонажей, полностью потерявших рассудок.

## Эпизоды
| № | Название                                                        | Режиссёр  | Автор сценария | Раскадровка | Дата премьеры   |
| --- | --------------------------------------------------------------- | --------- | -------------- | ----------- | --------------- |
| 1 | «Pilot» «Пилот»                                                 | Gooseworx | Gooseworx      | Nezhahah    | 13 октября 2023 |
| Попав в виртуальную реальность, девушка попадает в ловушку компьютерной игры на цирковую тематику. Она встречает группу других попавших в ловушку людей – Джекса, Рагату, Гэнгл, Королёра и Зубл – и, поскольку не может вспомнить своё изначальное имя, ИИ-конферансье Кейн присваивает ей новое имя — Помни. Во время экскурсии по цирку Помни замечает Выход, но остальные отвергают её как бредящую. Кейн решает устроить для новенькой приключение для разогрева. Приключение дня: «Собрать глоинков» — игрокам предстоит узнать, как остановить этих гомерических существ и в чём их мотив. Пока Королёр и Гэнгл заняты этим, Помни вместе с Рагатой и Джексом идёт навещать Кауфмо, другого игрока, который ищет выход. Однако выясняется, что он дошёл до предела и рассеялся, превратившись в неразумного монстра. Пытаясь помочь Рагате после нападения на неё Кауфмо, Помни натыкается на Выход и вместо поиска помощи проходит через него, находя лабиринт офисных помещений, которые приводят её в запретную зону под названием Пустота. Кейн возвращает Помни в цирк, помещает Кауфмо в подвал с другими рассеянными людьми и исправляет глюки Помни и Рагаты, прежде чем показать, что Выход — это незаконченная работа, которую он сделал для цирка. Затем он угощает всех вкусной цифровой едой, которой наслаждаются остальные, в то время как Помни травмирована своей ситуацией. |                                                                 |           |                |             |                 |
| 2 | «Candy Carrier Chaos!» «Конфетный Контрабандный Кавардак!»      | Gooseworx | Gooseworx      | Nezhahah    | 3 мая 2024      |
| Помни снится кошмар, в котором она начинает рассеиваться и падать в бездну к другим рассеявшимся. Она просыпается и к ней приходит Рагата. Она зовёт её в общий зал, так как было объявлено новое приключение дня. Зубл отказывается от приключения и уходит. Приключение дня: «Конфетный Контрабандный Кавардак!» — героям предстоит отправиться в Королевство Конфетного Каньона, наполненное неигровыми персонажами (NPC), и остановить преступников, укравших ценный ресурс Королевства — кленовый сироп. Попав в Королевство, королева Лулилалу вручает Рагате ключ от Королевства и предоставляет героям грузовик для борьбы с преступниками. Мармеладные аллигаторы-преступники замечают героев и пускаются в бега. Герои их догоняют и Джекс выбрасывает Помни на грузовик злодеев, чтобы на него попасть, однако на него попадает сама Помни. Гэнгл, под напором Джекса о рассказе Рагате о некой фигурке, таранит грузовик аллигаторов. Последний случайно попадает в текстуры, из-за чего Помни и аллигатор-главарь Гаммигу выпадают за пределы карты Королевства, в то время как грузовик героев попадает в шоколадную реку. За пределами карты, аллигатор находит модели всех персонажей Королевства, включая себя самого и впадает в депрессию, теряя смысл существования. Помни попадает к нему, и рассказывает что он на самом деле. Она обещает взять его с собой в Цирк, после чего они объединяются и ищут способ спасения. Тем временем в реке, герои сталкиваются с шоколадным монстром Помадкой, который навсегда заточён в каньоне за поедание жителей Королевства. Джекс просит его помочь им, взамен на некую услугу. Помадка ведёт героев обратно в королевство вместе с грузовиком злодеев. Наряду с этим, Помни и Гаммигу удаётся попасть обратно на карту Королевства и они все вместе отправляются в Королевство. Лу благодарит героев за возвращение сиропа и отпускает с ними Гаммигу, которого герои пообещали казнить сами. Джекс заявляет, что был разочарован приключением и специально не закрыл ворота, из-за чего на Королевство нападает Помадка. Джекс выталкивает всех героев обратно в Цирк, где их встречает Кейн и мгновенно уничтожает Гаммигу, заявляя, что он не знает, что произойдёт, если он перестанет различать людей и NPC, из-за чего Помни впадает в отчаяние. Рагата и Зубл приглашают Помни на панихиду по Кауфмо, рассеявшегося вскоре после её появления в Цирке. |                                                                 |           |                |             |                 |
| 3 | «The Mystery of Mildenhall Manor» «Тайна Поместья Милденхоллов» | Gooseworx | Gooseworx      | Nezhahah    | 4 октября 2024  |
| Находясь в Цирке, Помни тестирует способности своего тела, такие как задержка дыхания и растяжимость. Джекс говорит, что у каждого в Цирке есть своя особенность, как например выпрямление деталей Зубл или свечение Королёра, однако сам Джекс свою особенность скрывает. Прибывает Кейн и объявляет новое приключение. Приключение дня: «Тайна Поместья Милденхоллов» — героям предстоит посетить старое поместье, разгадать его тайны и собрать призраков. Зубл при этом снова отказывается от приключения. Герои отправляются в поместье и перед ними встаёт выбор между страшным входом и нестрашным. Джекс бросает маску Гэнгл в одну из дверей. Королёр пытается её вернуть, из-за чего он с Помни падает в страшную дверь. Они попадают в комнату покойного хозяина поместья — барона Теодора Милденхолла, в то время как остальная группа оказывается наверху. Пара замечает на стене головы обитателей Цирка и одну неизвестную. Королёр включает магнитофон, в котором хозяин дома рассказывает о существе, которое преследовало его семью. В попытке спасти её, он обезглавил существо, однако тело существа пропало. В попытке найти ключ к лифту, они находят вторую аудиокассету, в которой барон предостерегает героев следить за головой, иначе она оживёт. Поняв, что они уже её упустили, Помни открывает лифт и спасает Королёра от ожившей головы. Они падают в погреб, где находят труп барона с дробовиком и последнюю аудиокассету. В ней он говорит, что из-за паранойи застрелил свою жену, приняв её за существо, после чего спустился в погреб и остался ждать существо. Внезапно из сточной трубы появляется обезглавленное тело и направляется к героям, с другой же стороны появляется его голова. Королёр с помощью дробовика выстреливает и в тело, и в голову. Неожиданно запись включается, где покойный хозяин раскрывает, что существо является ангелом и любой, кто нанесёт ему вред, тут же попадёт в Ад, где он и находится. Он также говорит, что ему необходимы тела, чтобы выйти из Ада и героев утягивает туда. Оказавшись там, Помни пытается пройти через туманистый проход, однако её разум сразу же захватывает барон. С помощью дробовика Королёр приводит её в чувство и рассказывает свою предысторию. Оказывается, что раньше у него была жена, которая в итоге рассеялась и когда он был с ней в темноте, она не пыталась на него напасть и дала в последний раз к себе прикоснуться, в связи с чем именно в темноте к Королёру возвращаются его воспоминания, но выходя на свет он всё забывает. Он предлагает Помни пройти через туман, задержав дыхание, в результате чего они выбираются оттуда. Наверху Рагата и Гэнгл пьют чай с призраком жены барона, предварительно связав Джекса. Герои воссоединяются и Помни, по раннему наставлению Королёра не забывать тех, кто рядом, благодарит Рагату за поддержку. Тем временем в Цирке Кейн устраивает Зубл психотерапию, с целью узнать, почему она не посещает его приключения. Зубл заявляет, что Кейна заботят лишь приключения, которые травмируют обитателей Цирка, в результате чего у него на минуту происходит сбой, так как он делает вывод, что он плох в единственном деле (создании приключений), которое у него хорошо получается. В итоге они меняются ролями и уже Зубл начинает вести с Кейном разговоры о его работе. Остальные герои возвращаются из приключения и Помни начинает понимать, почему Королёр живёт в закрытой от света крепости из подушек. |                                                                 |           |                |             |                 |
| 4 | «Fast Food Masquerade» «Фастфуд Маскарад»                       | Gooseworx | Gooseworx      | TBA         | 13 декабря 2024 |
| После приключения в поместье Милденхоллов, Рагата, Гэнгл и Джакс играют в бейсбол и последний снова разбивает маску комедии Гэнгл. Зубл дарит ей новую пластмассовую маску, а Кейн объявляет приключение в стиле хоррора, однако Помни возражает против, и, заглянув в список предложений, Кейн объявляет новое приключение. Приключение дня: «Изнурительный рабочий день в сети ресторанов у Спадси» — герои будут работать в закусочной целую смену под руководством Гэнгл. Из-за новой маски Гэнгл демонстрирует более маниакальное и настойчивое поведение, которое раздражает остальных. Джаксу она угрожает наказанием от Кейна в случае бездельничества, а Помни, работая у кассы, встречает Гаммигу и его друзей и понимает, что он не знает её. Рагата, тем временем, случайно попадает «тупым соусом» в свой глаз, после чего пьянеет и нелестно высказывается о своей команде. Джакс отказывается работать, и Кейн начинает перевоспитывать его с помощью обучающих роликов Гэнгл. После нескольких комментариев от членов команды по поводу новой маски у Гэнгл начинается депрессия, которую она скрывает под новой маской. Помни замечает это и закрывает ресторан за неё. Выйдя из ресторана, Гэнгл выбрасывает новую маску и натыкается на проезжую часть, где её чуть не сбивает грузовик. За секунду до этого Гэнгл попадает в офис Кейна, где тот ставит оценку её работе, и Гэнгл вновь впадает в депрессию. Вернувшись в цирк, она отдаляется от всех, считая, что она всё испортила и её будут ненавидеть за это приключение, однако Зубл уговаривает её пойти к остальным вместе с ней. |                                                                 |           |                |             |                 |
| 5 | «Untitled» «Безымянный»                                         | Gooseworx | Gooseworx      | TBA         | 20 июня 2025    |
| Помни, Королёр, Рагата, Гэнгл и Джакс возвращаются с очередного приключения Кейна. Зубл вновь не участвовала в приключении и Кейн предлагает всем свои варианты приключений. Однако у всех игроков разное мнение о тех или иных приключениях. Кейн устраивает «Молниеносный забег» и вводит систему голосования для приключений из ящика с предложениями: если большинству героев приключение не понравится, они отправятся в следующее. Первым приключением оказывается предложение Джекса, в котором он является браконьером, а все остальные игроки — редкими животными. Все герои отказываются от участия. Во втором приключении Помни становится президентом США, Рагата и Зубл её телохранителями, а Королёр — её помощником. Из-за начала войны между Австралией и Новой Зеландией Джекс и Гэнгл становятся австралийским и новозеландским экстремистами соответственно, и последняя взрывает Овальный кабинет. Следующим приключением становится «Старшая школа» в стилистике аниме, предложенная Гэнгл. Джекс заводит разговор об аниме-фигурке, которую взяла Гэнгл, и последняя внезапно настаивает на пропуске приключения. Четвёртым приключением становится «Любование звёздами», в котором герои просто отдыхают под ночным небом. Кейн приходит к выводу, что игрокам больше нравятся предложения из ящика, а не его собственные, из-за чего он устраивает небольшой антракт. В пятом приключении все персонажи в стиле нуар сидят в баре и рассказывают свои предыстории: Зубл в прошлом работала барменом и татуировщицей, Гэнгл работала в закусочной и училась в колледже на графического дизайнера, но в итоге бросила его, а Помни сначала была бухгалтером в сети супермаркетов, а потом стала ютубером и в погоне за острыми ощущениями случайно попала в Цирк. Джекс умалчивает о своей биографии, а Королёр ничего не помнит. Кейну становится скучно и он сам переключает приключение. Герои оказываются на стадионе, где они должны играть в софтбол со своими злыми клонами. На скамье запасных путём общего голосования Джекса переодевают в горничную, а Рагата высказывает зайцу всё, что о нём думает по наставлению Помни. Герои побеждают своих злых двойников и возвращаются в Цирк. Помни и Джекс уходят вдвоём, а Рагата присоединяется к другим участникам. За этим всем издалека наблюдает манекен и затем прячется за декорациями Цирка. |                                                                 |           |                |             |                 |
| 6 | «They All Get Guns» «У всех есть пушки»                         | Gooseworx | TBA            | TBA         | 15 августа 2025 |
| Помни и Джекс прогуливаются и встречают Зубл, которая прячется в гигантском горшке от Кейна, чтобы не участвовать в слудущем приключении. Однако Джекс подзывает Кейна и тот просит их всех прийти к главной сцене. Когда вся труппа приходит на место, Кейн предлагает им пройти упражнение на доверие с участием огнестрельного оружия. Вместо этого Зубл говорит о том, что хочет заниматься сексом, заставляя Кейна серьёзно глючить. Джекс отказывается принимать участие в упражнении и вместо этого просто стреляет в Рагату из пистолета, после чего уставший Кейн кидает в центр зала кучу оружия и улетает на церемонию награждения, оставляя игроков с самими собой. Участники делятся на три команды по два человека: Команду «Пиу-пиу», состоящую из Королёра и Рагаты, команду «Без масок», состоящую из Зубл и Гэнгл, и команду «Плохих парней», состоящую из Помни и Джекса. У каждого игрока по 3 сердечка, если все три кончатся, игрок покинет приключение. Победит та команда, которая останется в живых последней. После этого оружие телепортируется на разные части шатра и приключение начинается. Приключение дня: «У всех есть пушки» — Королёр и Рагата ищут себе оружие и находят два маленьких пистолета, однако у Рагаты отсутствует одно сердечко после того, как Джекс выстрелил в неё ранее. Королёр использует специальную бабочку, которая восстанавливает Рагате здоровье и оставляет её в недоумении. Тем временем Помни и Джекс ищут оружие в коридоре. Попутно Джекс объясняет своё вызывающее поведение тем фактом, что каждый из игроков олицетворяет свой конкретный мультяшный архетип, и что он является весельчаком. Также, он учит Помни стрельбе из револьвера, после чего она решает быть злой в этом приключении, чтобы принести больше пользы команде и как следует повеселиться. Тем временем Зубл стреляет в Королёра из снайперской винтовки и отнимает у него одно сердечко. Королёр открывает ответный огонь, вынуждая Зубл и Гэнгл бежать. Помни и Джекс слышат шум и нападают на Королёра и Рагату. Помни пускается в погоню за Королёром, но упускает его, в то время как Джекс дважды убивает Рагату. Когда он уже собирается добить её, она говорит о том, что знает его план по его сближению с Помни и её постепенному превращению в его подобие, но Джекс лишь остаётся ошарашен. Когда он хочет выстрелить в неё, Рагата затыкает дуло его пистолета, после чего происходит взрыв, который отнимает у Джекса сердечко. Тем не менее Джекс достаёт второй пистолет и жестоко расстреливает Рагату, после чего объединяется с Помни и они идут дальше. В это время Зубл и Гэнгл запасаются оружием в укрытии и между ними происходит разговор, в ходе которого Гэнгл обретает уверенность в себе. Помни и Джекс ищут других игроков, и в их диалоге Джекс рассказывает причину своего страха кукурузы, который вызван трипофобией. Внезапно они находят Королёра в тёмном коридоре и происходит жестокая перестрелка, в ходе которой Королёр погибает и телепортируется в «Уголок лузеров» к Рагате. Рагата находится не в духе и делится с ним своими переживаниями по поводу того, что она отвергла предложение Помни быть в одной команде и подвела её, но Королёр её подбадривает. Выясняется, что всё это время их снимал Пузырёк, который относит видеозапись их разговора Кейну. Тем временем Помни и Джекс преследуют Зубл и Гэнгл по длинной разноцветной трубе. В её конце Гэнгл находит автомат Томпсона и открывает беспорядочную пальбу, разрушая трубу пополам. Обе команды падают на пол и Помни убивает Гэнгл одним точным выстрелом в голову из винтовки. Зубл прячется у себя в комнате и вооружается, в то время как Помни и Джекс начинают петь песню «Daisy Bell», чтобы сбить её с толку. Зубл кидает в них светошумовую гранату и расстреливает их из четырёх ружий одновременно, после чего сбегает. Помни бежит за ней и одним точным выстрелом выбивает оружие у неё из рук и серьёзно ранит, после чего к ней присоединяется Джекс. Зубл показывает им средние пальцы, на что они расстреливают её. Помни решает в шутку предать Джекса, но он, вместо защиты, спокойно принимает поражение и призывает Помни выстрелить. Помни не хочет этого делать, называя их друзьями, но Джекс так не считает и говорит, что благополучно забудет об этом дне. Когда Помни спрашивает о том, что он будет делать, если она рассеется, он холодно говорит, что переживёт это и спокойно забудет о ней. В итоге, Помни набрасывается на Джекса и замечает, что он не пытался ударить её. Джекс приходит в бешенство и говорит, что ему плевать на неё и на всех остальных и что они для него — лишь игрушки, которые приносят ему удовольствие посредством своих страданий. Джекс просит Помни не искать в нём ничего хорошего и молча уходит прочь. Действие переносится на церемонию награждения, на которой Джекс уходит в туалет и находится на грани рассеивания, но всё же успокаивается и с улыбкой на лице возвращается в зал. Кейн объявляет победителем в номинации на «Любимого персонажа» Кия, NPC, который был создан им ранее. В сцене после титров Кейн смотрит итоговые результаты голосов и понимает, что за него никто не проголосовал. Увидя это, Кейн впадает в отчаяние и начинает глючить ещё сильнее. |                                                                 |           |                |             |                 |

## Производство и выход
«Удивительный цифровой цирк» впервые возник на основе одной из трёх презентаций, представленных аниматором YouTube Gooseworx, к которой компания Glitch Productions обратилась с просьбой создать пилотную серию шоу. Одним из источников вдохновения стал рассказ «У меня нет рта, но я должен кричать» Харлана Эллисона, где герои тоже оказывались в плену ИИ. Однако в отличие от Эллисона, описавшего злобный ИИ, ненавидящий людей, Gooseworx решила сделать ИИ забавным весельчаком.
Первоначальная идея шоу предлагала стиль анимации, похожий на компьютерные игры 1990-х годов. Gooseworx имеет опыт рисования в 2D-анимации, а аниматоры из Glitch Productions адаптировали её работы в 3D.
Тизер проекта появился 27 января 2023 года на YouTube-канале Gooseworx.
Первый эпизод шоу вышел на YouTube-канале «GLITCH» 13 октября 2023 года. Существует 18  официальных переводов пилотной серии на различные языки мира, включая русский.
Генеральный директор Glitch Productions Жасмин Янг заявила, что не планирует размещать шоу на других потоковых платформах, кроме YouTube, в будущем планируется выход полного сезона.
1 января 2024 года рекламный сайт «Удивительного Цифрового Цирка» (WackyWatch) был обновлен, ранее размещенный там тизер первого эпизода был удалён и заменён тизером второго эпизода, коротким видео, на котором Помни спит в своей комнате.
23 февраля 2024 года Glitch Productions объявили, что полный сезон «Удивительного Цифрового Цирка» будет состоять из девяти серий, не считая пилотной, а также выпустили 3-х минутный проморолик «ПРОСНИСЬ ПОМНИ ВРЕМЯ ПРИКЛЮЧЕНИЙ» (англ. POMNI WAKE UP TIME TO GO ON AN ADVENTURE). Незадолго до публикации ролик на сайте WackyWatch, где Помни спит, был заменен новым коротким роликом, в котором Помни проснулась, лежит на своей кровати и моргает.
19 апреля 2024 года Glitch Productions выпустили трейлер второго эпизода «Удивительного Цифрового Цирка» и объявили дату его премьеры — 3 мая 2024 года.
Второй эпизод шоу под названием «Конфетный контрабандный кавардак» (англ. Candy Carrier Chaos!) вышел 3 мая 2024 года.
Третий эпизод шоу под названием «Тайна Поместья Милденхоллов» (англ. The Mystery of Mildenhall Manor) вышел 4 октября 2024 года.
Начиная с третьего эпизода шоу стало доступно на стриминговой платформе Netflix, выход будущих эпизодов с четвёртого по девятый также будет проходить на Netflix на одновременно с их премьерой на YouTube.
Четвёртый эпизод шоу под названием «Фастфуд Маскарад» (англ. Fast Food Masquerade) вышел 13 декабря 2024 года.
Пятый эпизод шоу под названием «Безымянный» (англ. Untitled) вышел 20 июня 2025 года.
Шестой эпизод шоу под названием «У всех есть пушки» (англ. They All Get Guns) вышел 15 августа 2025 года.

## Отзывы
Пилотный эпизод «Удивительного цифрового цирка» стал вирусным видео на YouTube, собрав более 33 миллионов просмотров за первые две недели, более 100 миллионов за первый месяц, более 200 миллионов к 24 декабря 2023 года и более 300 миллионов к 7 апреля 2024 года. Шутки были найдены идеально подобранными по времени, а юмор назван взрослым, однако не слишком вульгарным. Критики высоко оценили анимацию, назвав её «замечательной и выразительной». Пилотный эпизод сравнивали с аналогичными сериалами «Отель Хазбин» и «Бесконечный поезд». Критиками отмечается, что успех «Цифрового цирка» возник благодаря удачному использованию сразу нескольких модных идей: контраст детского и взрослого, сюжет-головоломка, дизайн в стиле глитчкор, понятные архетипы персонажей и психологический дискурс. Шоу было тепло принято зрителями и обзавелось большим фэндомом. Имея всего один официальный эпизод «Удивительный цифровой цирк», шоу завоевало огромную популярность в Интернете на YouTube, Instagram и Roblox с хэштегом #theamazingdigitalcircus, к началу 2024 года видео с этим хэштегом имеет более 3,3 миллиардов просмотров на платформе TikTok. В январе 2024 года пилотный эпизод «Удивительного цифрового цирка» был номинирован на премию «Энни» в категории лучшая анимация персонажей.
Второй эпизод «Удивительного цифрового цирка» набрал более миллиона просмотров менее чем за час, более 50 миллионов просмотров за первые 4 дня после релиза и более 100 миллионов просмотров к 28 июня 2024 года.